# Danh sách nhà phát minh bị chết bởi phát minh của mình

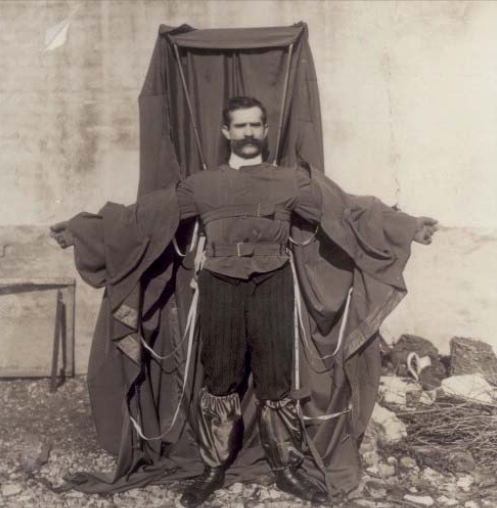
Franz Reichelt đã thử nghiệm phát minh của mình là cái dù lông ở tháp Eiffel.

Đây là danh sách các nhà phát minh mà cái chết của họ là do, hoặc có liên quan đến sản phẩm, quy trình, thủ tục, hoặc đổi mới khác mà họ đã phát minh, thiết kế hoặc chủ trì việc ứng dụng.

## Trực tiếp tử nạn
| Tên                                                 | Trường hợp |
| --------------------------------------------------- | --- |
| Ô tô                                                | |
| Fred Duesenberg (1876–1932)                         | Tai nạn giao thông trên đường cao tốc ở Duesenberg |
| William Nelson (cỡ 1879−1903)                       | Nhân viên General Electric, phát minh ra cách mới cho xe máy (bike). Sau đó, ông té xe nguyên mẫu của mình trong quá trình chạy thử nghiệm. |
| Sylvester H. Roper                                  | Phát minh ra chiếc xe đạp "Roper steam velocipede" chạy bằng hơi nước (? steam-powered bike), đã chết vì một cơn đau tim và/hoặc hậu quả tai nạn trong quá trình biểu diễn thử nghiệm tốc độ cao trước công chúng năm 1896. Điều chưa biết là liệu vụ tai nạn gây ra cơn đau tim hay ngược lại. |
| Francis Edgar Stanley (1849–1918)                   | Chết khi lái chiếc ô tô Stanley Steamer. Ông đã lái chiếc xe của mình vào một đống gỗ trong khi cố gắng tránh những xe toa trang trại (farm wagons) đi cạnh nhau trên đường. |
| Hàng không                                          | |
| Ismail ibn Hammad al-Jawhari (chết cỡ 1003–1010)    | Học giả Hồi giáo người Turk ở Kazakhstan đến từ Otrar (Farab), đã cố bay bằng hai cánh bằng gỗ và một sợi dây thừng. Ông nhảy từ mái nhà của một nhà thờ Hồi giáo ở Nishapur và rơi xuống chết. |
| Jean-François Pilâtre de Rozier                     | Ca tử vong đầu tiên được biết đến trong tai nạn hàng không khi khí cầu Rozière rơi ngày 15/06/1785 khi ông và Pierre Romain cố gắng vượt qua eo biển Manche. |
| Otto Lilienthal (1848–1896)                         | Thử nghiệm diều lượn, sau khi diều lượn rơi 1 ngày thì qua đời. |
| Franz Reichelt (1879–1912)                          | Một thợ may đã thử nghiệm ở tháp Eiffel phát minh của mình là cái dù lông, và đã rơi xuống chết. Đó là nỗ lực đầu tiên phát minh chiếc dù, và ông đã nói với các nhà chức trách rằng trước tiên ông thử nghiệm nó với một hình nộm. |
| Aurel Vlaicu (1882–1913)                            | Chết khi thử máy bay tự thiết kế Vlaicu II, đã thất bại trong một nỗ lực để vượt qua dãy núi Carpath bằng đường hàng không. |
| Henry Smolinski (chết 1973)                         | Chết trong một chuyến bay thử nghiệm mẫu xe bay AVE Mizar, một xe bay dựa trên chiếc Ford Pinto và các sản phẩm độc quyền của công ty do ông thành lập. |
| Michael Robert Dacre (chết 2009, 53 tuổi)           | Chết khi thử nghiệm mẫu thiết bị taxi bay tự chế "AVCEN Jetpod", được thiết kế để phục vụ du lịch nhanh chóng, giá cả phải chăng giữa các thành phố. |
| Công nghiệp                                         | |
| William Bullock (1813–1867)                         | Người phát minh ra rotary printing press (tạm dịch: dàn in ấn xoay) . Vài năm sau khi phát minh, khi lắp đặt một máy mới ở Philadelphia, chân của ông bị kẹt và bị máy nghiền nát. Sau đó chân bị hoại tử và Bullock đã chết trong khi phẫu thuật cắt bỏ nó. |
| Hàng hải                                            | |
| Horace Lawson Hunley (1823-1863)                    | Kỹ sư hàng hải miền Nam (Confederate States of America) đã phát minh ra tàu ngầm chiến đấu đầu tiên, Hunley. Trong một thử nghiệm tàu thường kỳ do Hunley nắm quyền chỉ huy đã xảy ra tai nạn, tàu không nổi lên, Hunley và bảy thành viên đoàn thử nghiệm bị chết đuối . Hải quân cứu hộ tàu ngầm và đưa nó trở lại sử dụng. |
| Y tế                                                | |
| Thomas Midgley, Jr. (1889–1944)                     | Kỹ sư và nhà hóa học người Mỹ, nhiễm bệnh bại liệt ở tuổi 51, làm ông tàn tật. Ông đã phát minh ra một hệ thống phức tạp gồm dây và ròng rọc để giúp người khác nhấc ông khỏi giường. Ông đã vô tình vướng vào dây của thiết bị này và chết vì nghẹt thở ở tuổi 55. Tuy nhiên, ông đã nổi tiếng và tai tiếng hơn, vì hai trong số những phát minh khác của ông: phụ gia tetraethyl chì (TEL) vào xăng, và chlorofluorocarbon (CFC, chất dùng trong máy làm lạnh kiểu cũ, dùng tạo bọt trong đệm xốp,...) , những chất ứng dụng mà ngày nay xác định là tác nhân phá hủy môi trường sống. |
| Alexander Bogdanov (1873-1928)                      | Bác sĩ, nhà triết học, nhà văn khoa học viễn tưởng, nhà cách mạng Nga sắc tộc Belarus. Ông thử nghiệm truyền máu để đạt được trẻ mãi hoặc ít nhất là trẻ hóa một phần. Ông qua đời sau khi lấy máu từ một học sinh mắc bệnh sốt rét và bệnh lao, và có thể là có loại máu không phù hợp với ông. |
| Vật lý                                              | |
| Marie Curie (1867–1934)                             | Nhà vật lý phát minh ra quy trình phân lập radi sau khi cùng khám phá các nguyên tố phóng xạ radi và poloni . Bà qua đời vì bệnh thiếu máu bất sản (aplastic anemia) do tiếp xúc kéo dài với bức xạ ion hóa phát ra từ chất phóng xạ. Tại thời điểm đó đã không hiểu rõ sự nguy hiểm của bức xạ này . |
| Các nhà vật lý chế tạo bom nguyên tử tại Los Alamos | Các nhà vật lý của Los Alamos National Laboratory gồm: Harry K. Daghlian, Jr. (1921–1945) và Louis Slotin (1910–1946), chết vì tiếp xúc với liều bức xạ chết người trong tai nạn riêng biệt liên quan đến plutoni. |
| Sabin Arnold von Sochocky (1883-1928)               | Người phát minh ra sơn phát quang radi đầu tiên, nhưng rồi chết vì bệnh thiếu máu bất sản (aplastic anemia) do tiếp xúc với chất phóng xạ, "một nạn nhân của phát minh của riêng mình." |
| Giải trí công cộng                                  | |
| Karel Soucek (1947-1985)                            | Diễn viên đóng thế chuyên nghiệp người Canada đã phát triển "thùng hấp thụ sốc". Ông qua đời sau một cuộc biểu diễn liên quan đến các thùng đó, bị rơi từ mái nhà của Houston Astrodome. Ông bị trọng thương khi các thùng này nhấn chìm ông trong bể chứa nước đỡ của cú rơi . |
| Trừng trị                                           | |
| Lý Tư (208 Trước CN)                                | Tể tướng thời Tần Thủy Hoàng, Trung Quốc, đã bị xử tử theo Ngũ hình (Five Pains) mà ông đã lập ra . |
| James Douglas, 4th Earl of Morton, (1581)           | Đã bị hành hình ở Edinburgh bằng Scottish Maiden (máy chém Scottish) mà ông đã đưa về Scotland . |
| Đường sắt                                           | |
| Valerian Abakovsky (1895–1921)                      | Người xây dựng thử nghiệm Aerowagon, một xe ca ray tốc độ cao trang bị động cơ máy bay và cánh quạt đẩy, dự định để phục vụ các quan chức Liên Xô. Ngày 24/07/1921, một nhóm do Fyodor Sergeyev lãnh đạo đã đưa Aerowagon từ Moskva đến xưởng ở Tula để kiểm tra nó, với Abakovsky cùng đi. Họ đã đến Tula, nhưng trên đường trở về Moskva Aerowagon trật ray ở tốc độ cao, giết chết tất cả mọi người trên tàu, kể cả Abakovsky (ở tuổi 25) . |
| George Jackson Churchward CBE (1857–1933)           | Cựu kỹ sư trưởng cơ khí của Great Western Railway (GWR) Anh quốc, bị giết bởi tàu tốc hành Paddington đi Fishguard với đầu máy 'Berkeley Castle' số 4085. Đầu máy này là "lớp GWR Castle", một thiết kế thành công của Charles Collett và chịu ảnh hưởng rất nhiều từ Churchward. |
| Rocket                                              | |
| Max Valier (1895–1930)                              | Thành viên Verein für Raumschiffahrt (Hiệp hội Phi thuyền Đức), người phát minh ra động cơ tên lửa nhiên liệu lỏng. Ngày 17/05/1930, một động cơ nhiên liệu cồn phát nổ trên băng thử nghiệm ở Berlin, giết chết ông ngay lập tức . |

## Các huyền thoại và chuyện liên quan
| Tên                                    | Trường hợp |
| -------------------------------------- | --- |
| Jim Fixx (1932–1984)                   | Tác giả của cuốn sách bán chạy nhất "The Complete Book of Running" (1977), và được coi là hỗ trợ có tính cách mạng cho phong trào tập thể dục ở Mỹ, phổ biến các môn thể thao chạy và chứng minh những lợi ích sức khỏe của chạy bộ thường xuyên. Ngày 20/07/1984, Fixx qua đời ở tuổi 52 vì một cơn đau tim cấp, khi thực hiện chạy hàng ngày của mình, trên "Lộ Vermont 15" ở Hardwick, Vermont. |
| Joseph-Ignace Guillotin (1738–1814)    | Dù không phát minh máy chém (guillotine) nhưng tên ông lại được đặt (eponym) cho nó . Có một tin đồn rằng ông đã chết vì máy chém, nhưng tư liệu lịch sử cho thấy ông chết vì nguyên nhân tự nhiên . |
| James "Jimi" Heselden (1948–2010)      | Người gần đây mua lại công ty sản xuất Segway Inc., chết trong một tai nạn xe cá nhân Segway. (Dean Kamen là người phát minh ra Segway PT, tức xe cá nhân Segway) . |
| Vạn Hộ, quan chức Trung Quốc thế kỷ 16 | Được cho là người đã cố gắng để khởi động đưa mình vào không gian trong một chiếc ghế có gắn 47 quả tên lửa. Các tên lửa phát nổ, và người ta nói rằng chẳng bao giờ nhìn thấy cả ông lẫn ghế nữa. |
| Perillos thành Athens (~ 550 TCN)      | Theo truyền thuyết thì ông là người đầu tiên bị đưa vào "con bò đồng" (brazen bull), cách thức hành hình tội phạm mà ông lập cho Bạo chúa Phalaris của Sicily . |
| Jacques Deprat (1880-1935)             | Nhà địa chất và nhà văn người Pháp, đã từng làm việc ở Đông Dương hồi năm 1904-1917. Ông tử nạn ngày 7/3/1935 khi leo núi trượt tuyết ở Aiguiles d´Ansabère trong dãy Pyrénées trong một hoàn cảnh tương tự như mô tả trong tiểu thuyết của ông là "La Paroi de Glace" (Bức tường băng), được xuất bản năm 1936 sau khi ông chết .                                                                 |